# 香椎 (練習巡洋艦)
香椎（カシヒ／かしい）は、日本海軍の練習巡洋艦。香取型練習巡洋艦の3番艦である。艦名は、福岡県の香椎宮に由来している。

## 概要
昭和14年度（1939年）の④計画による仮称「第101号艦」として三菱重工業横浜船渠で建造され、1941年（昭和16年）7月15日に竣工した。練習艦として建造されたが、竣工時には既に国際情勢は悪化しており、長距離練習航海には使用されなかった。
香椎は同年7月31日に新編された南遣艦隊（司令長官平田昇中将）に編入され、同艦隊旗艦としてサイゴンへ進出する。
10月中旬、南遣艦隊長官は平田中将から小沢治三郎中将に交代した。太平洋戦争に備えて馬来部隊（指揮官小沢治三郎南遣艦隊司令長官）は一挙に増強され、小沢長官は重巡洋艦鳥海からマレー作戦を指揮した。
同年12月8日の太平洋戦争開戦後は南方作戦（マレー作戦、蘭印作戦）に参加する。マレー上陸作戦の輸送船団の護衛やシンゴラ上陸作戦・チュンポン上陸作戦の支援に従事した。
1942年（昭和17年）4月上旬、馬来部隊に編入されていた各艦・各部隊は内地へ帰投し、香椎は第一南遣艦隊（南遣艦隊から改称）の旗艦に再び復帰する。その後はシンガポールに常泊し、海防艦占守等とともに、同地を拠点に輸送任務や警備任務に従事した。
内地帰投後の1943年（昭和18年）12月31日、呉練習戦隊に編入された。まもなく1944年（昭和19年）3月25日に海上護衛総司令部部隊に編入され、対潜掃討艦へ改装された。大鷹型航空母艦や海防艦と共に、門司・シンガポール間の船団護衛に従事した（ヒ船団）。
1944年（昭和19年）11月15日、第101戦隊旗艦となる。
12月10日、第一海上護衛隊や護衛船団司令部は第一護衛艦隊に改編された。
1945年（昭和20年）1月12日、香椎はヒ86船団を護衛中にグラティテュード作戦にともなう米機動部隊艦上機の空襲を受け、カムラン湾沖合で沈没した。

## 艦型の変遷

### 竣工時
竣工時の艦型は香取型練習巡洋艦#艦型を参照のこと。
香椎は艤装中に臨戦態勢となり、もはや練習艦隊を編制する見込みが無くなったため、竣工時には香取・鹿島は4門装備していた5cm礼砲のうち、2門は撤去し残り2門は天測甲板に設置としており、開いた場所には25mm連装機銃2基を増備した。舷外電路も竣工時から装備されている。
方位測定用の空中線(アンテナ)の位置も前部マストと煙突の間に移動済みだった。

### 大戦中
開戦から1943年までで判明している主な変更は以下の通り。
- 1942年2月21日、爆雷兵装新設の訓令が出されている[22]。後甲板に爆雷投下台4基を戦時中のみの仮装備としている[22]。
- 1943年4月の写真では前後のトップマストを短縮、羅針艦橋に防弾板の装備が確認される[43]。前部マスト上に対潜見張所も設けられた[43]。トップマストの短縮は1942年末から敵潜水艦の活動が活発になり、当時の艦長の強い進言で1943年1月頃にシンガポールで工事を実施したと言われる[56]。
- 1943年時点での搭載機は九四式二号水上偵察機で、尾翼には「U1-1」の文字が確認出来る[25]。また「U-1」の文字が確認される機もあるという[57]。その後は零式水上偵察機も搭載したという[57]。

香椎は1942年9月から10月にかけて陸軍部隊を香港からラバウルに輸送した時(沖輸送の一環)に、鋼材をフレームに帆布で覆った擬装煙突を射出機支柱の前方に設置、2本煙突の重巡に見えるような擬装を行った。

### 対潜掃討艦
香椎は1944年3月25日には海上護衛総司令部部隊に編入され、3月26日から4月29日に呉海軍工廠で対潜掃討艦への改装が行われた。主な改造は以下の通り。
- 艦尾の司令部居住区を改造し爆雷300個[注 6]を搭載、艦尾上甲板に片舷式爆雷投射機8基と爆雷投下軌道2条を装備した。
- 煙突両側の魚雷発射管を撤去し、その跡に12.7cm連装高角砲を左右舷に各1基増備、後部の1基と合わせて合計3基になる。
- カタパルトと後部マスト間の上甲板上両舷、後部マスト両舷の上構上に25mm3連装機銃計4基が増備された。
- 21号電探を前部マストに装備[63]。そのためマスト形状が変更された。
- 艦内の防御区画を強化、爆雷庫はコンクリートで防御された。
- その他に最下段の舷窓の閉鎖などが行われ、水測兵器が充実された。

搭載艇は12m内火艇2隻、12m内火ランチ1隻、9mカッター2隻の計5隻となっている。
なお公式図による爆雷庫に搭載可能な爆雷の数は329個となっている。
あ号作戦(1944年6月)以降は単装機銃を増備した。「あ号作戦後の兵装増備の状況調査」によると同年7月時点の兵装は以下とされる。
- 50口径14cm連装砲 2基4門
- 40口径12.7cm連装高角砲 3基6門
- 25mm3連装機銃4基、同連装4基、同単装10挺
- 13mm単装機銃8挺
- 片舷爆雷投射機(装填台共)8基、爆雷投下軌道2条
- 22号電探1基、逆探[63]
- 探照灯2基
- 射出機1基

## 艦歴

### 建造経緯
日本海軍は老朽化した装甲巡洋艦（八雲、磐手など）を練習艦として用いていたが、ついに新世代の練習艦を4隻配備することになり、いずれも三菱重工業横浜船渠で建造することになった。
1939年（昭和14年）9月25日、横浜船渠で香取型練習巡洋艦2番艦鹿島が進水する。
同年10月4日、香椎も同造船所で起工。
1940年（昭和15年）8月30日、香椎、谷風、野分等に艦名が与えられる。同年10月15日、香椎は進水した。昭和天皇の名代として、進水命名式には伏見宮博恭王元帥が臨席した。
1941年（昭和16年）4月1日、日本海軍は岩淵三次大佐を香椎艤装員長に任命する。翌日、三菱横浜船渠の香椎艤装員事務所は事務を開始する。
7月15日、竣工した。同日付で香椎艤装員事務所も撤去された。岩淵艤装員長も制式に香椎艦長（初代）となった。佐世保鎮守府籍となる。

### 南遣艦隊
1941年（昭和16年）7月15日に竣工し、横浜から横須賀へ移動した。
続いて佐世保へ回航される。
7月31日に南遣艦隊が新編され（司令長官平田昇中将、海兵34期）、その旗艦となった。「香椎」以外の戦力は、海防艦「占守」、特設砲艦1隻、掃海艇2隻、警備部隊と設営隊のみという小規模艦隊であった。 
8月11日午前7時、「香椎」はサンジャック沖合に到着した。
当時の日本軍は南部仏印進駐を実施、日本海軍においては第二遣支艦隊（旗艦足柄、指揮官新見政一第二遣支艦隊司令長官）を基幹戦力として「ふ号作戦」を実施しており、8月上旬までに南部仏印進駐を完了していた。
同日12時30分、新見中将（ふ号作戦部隊指揮官）は平田長官に事務の引継を完了し、ふ号作戦部隊は解散した。以後、フランス領インドシナ方面の作戦は南遣艦隊の担当となった。
12日、仏印派遣軍指揮官飯田祥二郎陸軍中将（第25軍司令官）が本艦を訪問し、平田長官と会談した。当時のニュース映画で、カムラン湾で訓練中の映像が放映された。
10月15日、香椎艦長は岩淵大佐から小島秀雄大佐に交代した。
10月18日付で、南遣艦隊司令長官は平田中将から小沢治三郎中将（海兵37期）に交代した。10月21日、大本営直轄だった南遣艦隊は連合艦隊に編入される。
10月24日、小沢中将はサイゴンに停泊する「香椎」に到着した。日本海軍は南方作戦にむけて南遣艦隊（馬来部隊）を一挙に増強しており、練習巡洋艦に過ぎない「香椎」が陣頭指揮をおこなうには心許なかった。
これに対し南方部隊指揮官近藤信竹中将（第二艦隊司令長官：旗艦愛宕）は「小沢中将は『香椎』か陸上基地(サイゴン)で指揮すれば良い」という立場だったが、小沢中将は指揮旗艦として重巡洋艦の派遣を要請した。そこで山本長官は高雄型重巡洋艦4隻の第四戦隊から重巡「鳥海」を引き抜き馬来部隊に編入する。
11月27日、馬来部隊指揮官小沢治三郎南遣艦隊司令長官は、旗艦を本艦から「鳥海」に変更した。マレー半島攻略を目指す第25軍（司令官山下奉文陸軍中将）の輸送船団と馬来部隊は、海南島三亜市に集結した。
太平洋戦争緒戦では「香椎」と海防艦「占守」で馬来部隊（指揮官小沢治三郎海軍中将）の第二護衛隊を編成し、マレー半島上陸に参加した。第二護衛隊はタイ南部のナコンなどに上陸する宇野支隊を乗せた船団を護衛して12月5日にサンジャックを出発。一方、シンゴラ、コタバルへ向かう船団も12月4日に三亞より出撃しており、両船団はいったん合流した後分離しそれぞれの目的地へと向かった。「香椎」はチュンポンとバンドンへ向かう輸送船3隻を護衛した。チュンポンへ向かう2隻と分かれた後、「香椎」と「山浦丸」は12月8日2時30分頃にバンドン川河口の北約23海里に入泊し、上陸部隊はバンドンの飛行場を占領した。続いて「香椎」は第三水雷戦隊の一部などと共に第一護衛隊を編成し、第二次マレー上陸に参加した。上陸部隊および「香椎」などは12月13日にカムラン湾を出発し、12月15日にシンゴラ・パタニ方面とシンゴラ方面へ向かうものに分かれた。「香椎」は軽巡洋艦「川内」などとともにシンゴラ・パタニ方面行きであった。12月16日に輸送船は目的地に着き、揚陸が開始された。「香椎」は泊地警戒に従事し、12月19日にシンゴラを離れた。
12月末からは第二護衛隊の一隻として第25軍と第15軍の一部を馬公からシンゴラおよびバンコクへ運ぶ船団の護衛に従事した。第二護衛隊は「香椎」、軽巡洋艦「名取」、駆逐艦14隻および海防艦1隻からなっていた。「香椎」と「占守」は駆逐艦2隻と共にタンカー「黒潮丸」を護衛して12月24日にカムラン湾を発ち馬公へ向かった。その途中の12月27日、給炭艦「野島」は香港南方海面でアメリカ潜水艦から雷撃され、損傷を受けた。3隻（香椎、磯波、綾波）が野島救援に派遣され、「香椎」は「野島」を香港まで護衛し、それから馬公へ向かった。12月31日、船団は馬公より出発した。1942年（昭和17年）1月3日、船団中の「明光丸」（明治海運、4,383トン）が爆発事故を起こして沈没した。「明光丸」には落下傘部隊である第一挺進団第一連隊約1500名が乗っていたが「香椎」などが救助活動を行い、船員も含めて全員が救助された。1月7日に船団は分離され、「香椎」と「占守」および駆逐艦2隻はバンコクへ向かう船団を護衛した。1月9日に船団はバンコクに到着した。
上記作戦中の1942年（昭和17年）1月3日、南遣艦隊は第一南遣艦隊と改名されている。
2月、連合国軍艦隊はいまだ巡洋艦数隻を保持していた。馬来部隊指揮官小沢治三郎第一南遣艦隊司令長官は、第二護衛隊に属していた軽巡「由良」を、鳥海以下の主隊に編入、それまでアナンバス基地部隊だった「香椎」を第二護衛隊に編入する。
2月11日、第二護衛隊（香椎、占守、夕霧、天霧）はスマトラ島攻略を目指す輸送船14隻と共にベトナムのカムラン湾を出撃した。2月下旬〜3月上旬、日本軍輸送船団撃滅を企図するABDA連合国艦隊はスラバヤ沖海戦とバタビア沖海戦、および南雲機動部隊の掃蕩作戦によって東南アジア方面から一掃され、ジャワ島攻略作戦に目途がついた。
馬来部隊は2月27日にシンガポールのセレター軍港に入港し、続いてスマトラ島攻略作戦を開始した。「香椎」は3月8日からの北部スマトラ攻略作戦、3月19日からのビルマへ陸軍部隊を運ぶ輸送船の護衛作戦に参加した。北部スマトラ攻略作戦からの帰路、3月13日に「香椎」は小型商船を発見、これを捕らえ掃海艇をつけてペナンへ送った。

### 昭和17年4月以降の行動
4月12日、第一南遣艦隊旗艦は「鳥海」から「香椎」に変更された。馬来部隊に派遣されていた各艦艇や部隊は原隊に復帰し、ミッドウェー作戦に参加するため、それぞれ内地へ帰投した。
その後、「香椎」は第一南遣艦隊旗艦として海防艦「占守」、第5駆逐隊（松風、春風、朝風）、掃海艇や根拠地隊と共に南西方面の警戒・哨戒に従事する。6月25日、香椎艦長は重永主計大佐に交代した。
7月14日、第一南遣艦隊司令長官は小沢中将から大川内伝七中将（海兵37期）に交代した。
7月下旬、日本海軍はインド洋・ベンガル湾方面通商破壊作戦「B作戦」を実施する。
「香椎」を含めた各艦はマレー半島西岸メルギー（en:Myeik, Burma）に集結する。
だがB作戦を発動しないうちにアメリカ軍はガダルカナル島とフロリダ諸島へ上陸作戦を敢行する（ウォッチタワー作戦）。ガダルカナル島の戦いが始まったことにより8月8日付でB作戦は中止され、部隊は解散した。
第七戦隊や第三水雷戦隊はトラック泊地やガダルカナル島方面へ急行する。
香椎はシンガポールに戻ると、僚艦と共に、南西方面の警戒・哨戒任務に従事した。
9月下旬、日本軍は瀬戸内海及び南西方面からラバウル方面へ、日本陸軍部隊を緊急輸送することになった。
この輸送作戦を「沖輸送」と称する。各部隊はそれぞれ護衛部隊や艦艇を派遣し、「香椎」も沖輸送に参加した。香港～パラオ間は第二遣支艦隊司令長官が、パラオ～ラバウル間は外南洋部隊指揮官（第八艦隊司令長官）が指揮をおこなった。
9月26日、第一護送隊（巡洋艦香椎、巡洋艦球磨、水雷艇鵲）は輸送船2隻を護衛して香港を出発する。10月4日、パラオに到着した。「香椎」と輸送船1隻は分離してラバウルへ先行、10月8日ラバウルに到着した。フィリピン南部ダバオを経由して、10月19日にシンガポールへ戻った。
以後、シンガポールを中心に行動する。
1943年（昭和18年）1月7日、香椎艦長は重永大佐から高田俐大佐に交代した。
4月1日、日本海軍は昭和十八年度帝国海軍戦時編制を実施、4月15日に南西方面艦隊司令部と第二南遣艦隊司令部が分離するなどの変化があった。第一南遣艦隊は軍隊区分に於いて西方部隊となり、香椎と占守などの小艦艇、南西方面の各根拠地隊で構成されていた。
5月、二式飛行艇を装備した第八五一海軍航空隊がスマトラ島方面に進出することになり、第一南遣艦隊は同方面の調査を実施した。
なおアンダマン諸島・ニコバル諸島の防衛を担っていたのは日本海軍だった。連合軍の反攻の気配があったため、陸海軍は協力してニコバル諸島の防衛強化を進める。香椎以下の馬来部隊も、同方面の調査や航空基地建設、陸上兵力の輸送に協力した。
7月下旬、「香椎」と掃海艇7号は、シンガポールからアンダマン・ニコバル諸島ポートブレアへ向かう呉第八特別陸戦隊を乗せた特設運送艦屏東丸を護衛する。
8月中旬、第十六戦隊（球磨）の協力を得て、第一南遣艦隊（香椎、占守、屏東丸）等はスマトラ島北東部ベラワン港（メダン）からポートブレアへの輸送作戦に従事する。
8月22日、ポートブレア着と共に香椎はシンガポールへ戻るが、屏東丸は翌日ポートブレアで空襲を受け撃沈された。
8月下旬、「香椎」および第一南遣艦隊はシンガポールからアチェ州サバンへ第三三一航空隊（空母隼鷹、駆逐艦谷風輸送物件）の整備員を輸送する。
8月29日、「香椎」はサバン入港直前にイギリス潜水艦トライデントの雷撃を受けたが、命中しなかった。
9月になると、南西方面（ニコバル諸島、アンダマン諸島、ビルマ方面）で連合軍の反撃の兆候が見られるようになり、日本軍は各地の防衛を強化していった。「香椎」はシンガポールからスマトラ島やニコバル諸島への輸送作戦を実施する。
10月上旬、イギリス東洋艦隊がセイロン島コロンボを出撃したとの情報が入り、南西方面艦隊は11日にＣ作戦用意（ジャワ、西部スマトラ方面）・Ｄ作戦用意（ベンガル湾方面）を発令したが、15日に警戒態勢を解除した。
12月下旬、本艦が待機するシンガポールに、第一南遣艦隊の指揮下に入った敷設艦「津軽」と重巡「青葉」が到着した。
12月26日、「香椎」はシンガポールを出発、台湾高雄市を経由し九州佐世保へ向かった。
航海中の12月31日、第一南遣艦隊から除かれた。

### 呉練習戦隊
1943年（昭和18年）12月1日、日本海軍は呉練習戦隊（鹿島、磐手、八雲）を編制する。呉練習戦隊司令官は有馬馨少将（海軍兵学校副校長兼務）。
「香椎」は第一南遣艦隊から除かれると共に12月31日付で予備艦となり、練習兼警備艦に指定され、呉練習戦隊に編入された。
1944年（昭和19年）1月6日、佐世保に到着する。以降、佐世保で修理と整備を実施した。
1月下旬、「香椎」は佐世保に繋留中だった軽巡洋艦「平海」の曳航を下令される。
2月3日、「平海」を曳航して佐世保を出発する。翌日呉到着、平海を引き渡した。
2月中旬以降、呉練習戦隊（鹿島、香椎、磐手、八雲）は瀬戸内海において、練習艦として行動した。

同時期、装甲巡洋艦「出雲」も呉練習戦隊に編入された。
3月5日、香椎艦長は高田大佐から、松村翠大佐へ交代した。この頃、内海西部にあって練習艦としての任務に従事した。
3月22日、海軍兵学校卒業式に高松宮宣仁親王が臨席することになり、高松宮は「鹿島」を御召艦とする。「香椎」は御召艦予備艦として、共に江田内に在泊した。
この日は江田内に呉練習戦隊の巡洋艦5隻がそろっていた。
同日、「鹿島」と「香椎」は江田内を出港、兵学校を卒業した少尉候補生を大阪まで輸送した。
23日大阪着、25日呉に到着した。
同日（3月25日）、「香椎」は呉練習戦隊より除かれ、海上護衛総司令部部隊に編入された

### 海上護衛任務
1944年（昭和19年）2月15日、トラック泊地にあって第六艦隊旗艦だった練習巡洋艦「香取」は、海上護衛総司令部部隊に編入された。輸送船団と共に内地帰投が決まるが、2月17日のトラック島空襲で沈没した。
3月25日、「香椎」は海上護衛総司令部部隊に編入された（前述）。
翌日から呉海軍工廠で改造工事に従事する。魚雷発射管を撤去するかわりに12.7cm高角砲を増設、艦尾の司令長官室を爆雷庫に改造し機雷300個を搭載、不沈対策を実施するなどの改造を施された。カタパルトと水上偵察機はそのまま残された。海上護衛任務の主力を担う海防艦について「護衛船団旗艦とするなら松級駆逐艦を、已むをえない場合は通信能力と居住性を向上させた甲型海防艦を適当とすべし」「海防艦は艦隊旗艦としては狭すぎる、香椎型程度が適当である」という不満が出ていた経緯もある。
5月2日、「香椎」は第一海上護衛隊に編入される。高速タンカー船団の護衛に従事することになった。5月下旬まで内海西部で訓練を実施、その後山口県門司に回航された。
5月29日、第七護衛船団司令官松山光治少将は香椎に将旗を掲げる。護衛部隊（香椎、空母海鷹、海防艦淡路、千振、19号、第60号駆潜艇、敷設艇燕）は、陸軍特種船神州丸や油槽船11隻からなるヒ65船団を指揮して北九州門司港を出撃、シンガポールへ向かった。
6月2日午前2時45分、アメリカ潜水艦ギターロの雷撃で海防艦「淡路」が沈没した。
また回避行動をとった貨客船「有馬山丸」が「神州丸」と衝突した。神州丸は搭載爆雷の誘爆で大破。「香椎」は「神州丸」を台湾基隆市まで曳航した。「香椎」は基隆市から高雄市へ移動し、4日に出発した。
6月11日、ヒ65船団部隊はシンガポールに到着した。
帰路のヒ66船団（香椎、海鷹、海防艦3隻、タンカー4隻）は6月17日にシンガポールを出発する。ヒ66船団部隊は損害を出さず、6月26日門司に帰投した。
7月12日、第五護衛船団司令官吉富説三少将は「香椎」に座乗、護衛艦艇（巡洋艦〈香椎〉、海防艦4隻）、空母3隻（神鷹、大鷹、海鷹）、加入船舶14隻からなるヒ69船団を指揮して門司を出発した。
航海中、海防艦17号が被雷して離脱した。ヒ69船団部隊の他艦に損害はなく7月20日にマニラへ到着し、各空母は航空機を陸揚げした。
空母2隻と分離後、ヒ69船団部隊は護衛艦2隻を加えて7月25日マニラを出発する。7月31日、ヒ69船団部隊はシンガポールに到着した。
8月2日、南西方面艦隊は第十六戦隊の軽巡洋艦「北上」をヒ70船団部隊に同航させたいと申し入れた。
第五護衛船団司令官は台湾海峡を通過すると通告する。
そこで北上艦長加瀬三郎大佐は、「北上」をヒ70船団に途中合流させる旨を報告した。
8月4日（8月5日）、ヒ70船団は護衛艦艇（香椎、神鷹、霜月、海防艦〈千振、佐渡、第13号、19号〉）、タンカー8隻でシンガポールを出発した。
途中でマニラから来た「北上」を、ヒ70船団部隊に編入する。
8月15日、ヒ70船団部隊は門司へ戻った。
8月19日から24日まで、香椎は呉海軍工廠で修理を行う。
8月24日、第五護衛船団司令官吉富説三少将の指揮下、護衛部隊（香椎、空母雲鷹、海防艦複数隻）は、補給艦伊良湖など加入船舶12隻のヒ73船団を護衛する。25日、ヒ73船団部隊は門司を出撃する。
9月5日、ヒ73船団部隊はシンガポールに到着した。
9月11日、ヒ74船団（指揮官第五護衛船団司令官）はシンガポールを出発して台湾へむかった。ヒ74船団部隊は、第一護衛隊（巡洋艦〈香椎〉、海防艦4隻）、第二護衛隊（雲鷹、千振）、船団部隊という戦力である。
9月16日、ルソン島方面にはアメリカ軍潜水艦2隻（バーブ、クイーンフィッシュ）が行動しており、米機動部隊艦載機の不時着救助任務に従事していた。夜、旗艦「香椎」は船団各艦に対し敵潜発見を伝達するが、その時点での襲撃はなかった。
9月17日日付変更直後、ヒ74船団部隊はアメリカ潜水艦バーブの襲撃を受けた。「あづさ丸」が被雷、炎上し、まもなく沈没した。
つづいて「雲鷹」も被雷してヒ74船団から落伍し、午前7時55分に沈没した。
ヒ74船団部隊はそれ以上の被害を受けることなく、内地に帰投した。
香椎は佐世保海軍工廠で9月24日から10月19日まで入渠整備をおこなう。
10月28日、香椎はヒ79船団を護衛して日本を出撃する。高雄市（台湾）を経由し、11月13日シンガポールに到着した。

### 第一〇一戦隊
同時期、護衛任務に従事する関係者から、固有の司令部と艦艇を持つ専門の護衛戦隊設置を求める声が高まり、建制の護衛戦隊を編成することになった。
11月15日、香椎と海防艦（対馬、大東、鵜来、23号、27号、51号）により、
第101戦隊（司令官渋谷紫郎少将）が編成される。
本艦は第101戦隊旗艦となった。
大井篤（当時、海上護衛総隊参謀）は著書『海上護衛戦』において「（旗艦香椎は）戦闘力も防御力も貧弱であった。しかし、航海するのに燃料消費が少ないのがこの艦の取り柄であった」と記述している。
11月17日、ヒ80船団（巡洋艦〈香椎〉、護衛艦艇8隻、船舶7隻）を護衛してシンガポールを出撃する。12月4日、ヒ80船団部隊は長崎に着いた。
12月10日、従来の第一海上護衛隊は第一護衛艦隊に昇格した（司令長官岸福治中将）。
編成当初は第101戦隊、第五護衛船団司令部、第七護衛船団司令部、第八護衛船団司令部、第九三一海軍航空隊、空母海鷹以下付属艦艇多数という戦力だった。
12月19日、第101戦隊（香椎、対馬、鵜来、大東、海防艦ほか）はヒ85船団とモタ38船団を護衛して門司を出発する。
12月25日に高雄に着き、そこで多数のタンカーが船団に加わったが、フィリピンに向かう船団（陸軍輸送船〈神州丸、吉備津丸、日向丸、青葉山丸〉及び護衛艦艇）と別れた。
ヒ85船団部隊は12月27日に高雄を出発し、1945年（昭和20年）1月4日に仏印のサン・ジャック（現：ブンタウ）に到着した。

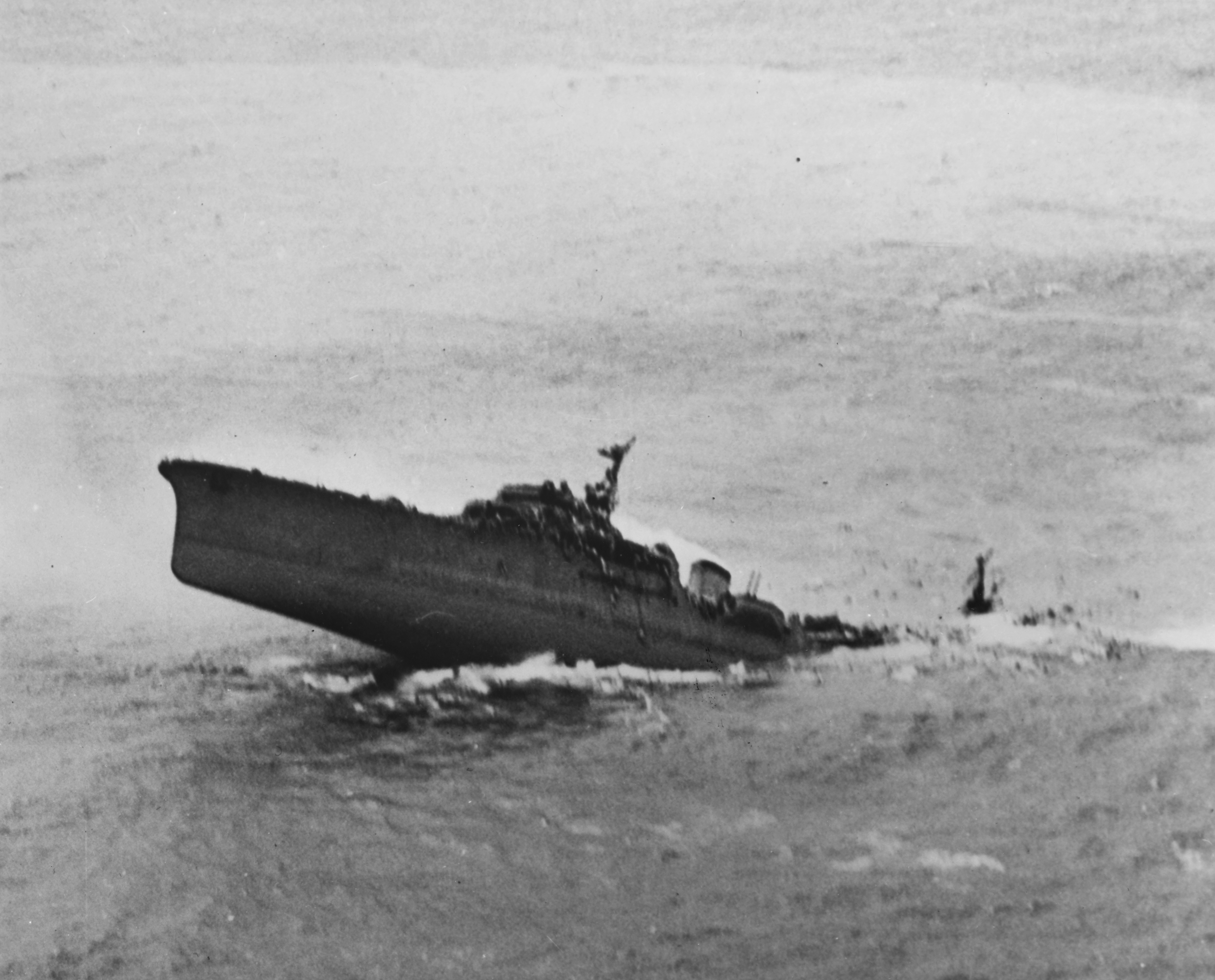
沈没する「香椎」

第101戦隊（旗艦〈香椎〉、海防艦5隻）は、サン・ジャックからヒ86船団を護衛し内地に戻ることになった。
ヒ86船団部隊は1月9日正午にサン・ジャックを出発したが、このとき多数の空母を含むアメリカ軍第38任務部隊が南シナ海に侵入していた。ウィリアム・ハルゼー・ジュニア提督が率いる米機動部隊は前年末にウルシー環礁を出撃して台湾方面に出動しており、ルソン島方面の作戦を支援しつつ南シナ海に進出する。カムラン湾付近に潜伏中と推定した日本艦隊（伊勢型戦艦や水雷戦隊）を攻撃することで、リンガエン湾からミンドロ島間の補給路を安全にしようとした。だが日本艦隊はシンガポール近海のリンガ泊地へ退避していたので発見できず、仏印周辺で行動していた「香椎」と輸送船団を攻撃する。
第101戦隊司令官渋谷少将（旗艦香椎）は米機動部隊接近の情報を得ていたが、遅延はかえって事態を悪化させると判断し1月9日のサン・ジャック出撃を決断した。ヒ86船団部隊は1月11日未明にベトナムのバンフォン湾に仮泊、同日21時にキノン湾に仮泊する。1月12日、キノン湾を発ち北上したが、その日にヒ86船団部隊は第38任務部隊による空襲を受け壊滅し、香椎も沈没した。戦闘経過は以下のとおり。
1月12日午前9時頃、ヒ86船団部隊はアメリカ軍機少数機による空襲を受けたが撃退した。午前11時以降の空襲で永萬丸が沈没する。渋谷司令官は「万一ノ場合機密書類ヲ確実ニ処理スル如ク準備シオケ」を発令する。12時以降、ヒ86船団部隊は数次にわたる空襲を受けた。
輸送船団の先頭を航行していた香椎（旗艦）は、第38.3任務群（空母エセックス、タイコンデロガ、ラングレー、サン・ジャシント基幹）による空襲で午後1時45分にまず爆弾2発が命中し、続いてさらに爆弾3発と魚雷2本が命中して午後2時5分に総員退艦となり、艦後部から沈没した。
海防艦が救助に向かうも、松村艦長や渋谷少将も含む621名が戦死した。香椎以外に第23号海防艦と第51号海防艦も沈没、加入船舶も全滅（7隻は座礁放棄）、生存艦は3隻（鵜来、大東、27号）に過ぎずなかった。この被害は、アメリカ軍が南シナ海の制海権・制空権を掌握したことを意味していた。また空母機の攻撃に対して、護衛船団は対抗手段がないことを改めて証明した。

1945年（昭和20年）3月20日、練習巡洋艦「香椎」、軽巡「木曾」は軍艦籍より除籍された。

## 歴代艦長

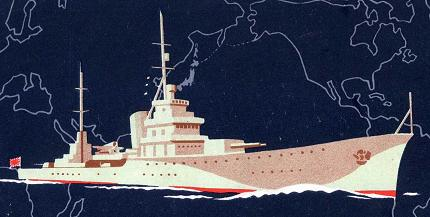
絵葉書

※『艦長たちの軍艦史』181-182頁「日本海軍史』第9巻・第10巻の「将官履歴」に基づく。

### 艤装員長
1. 岩淵三次 大佐：1941年4月1日[72] - 7月15日[75]

### 艦長
1. 岩淵三次 大佐：1941年7月15日[75] - 10月15日[93]
2. 小島秀雄 大佐：1941年10月15日[93] - 6月25日[139]
3. 重永主計 大佐：1942年6月25日[139] - 1943年1月7日[170]
4. 高田俐 大佐：1943年1月7日[170] - 1944年3月5日[211]
5. 松村翠 大佐：1944年3月5日[211] - 1945年1月12日戦死（同日付、海軍少将）[348]

## 同型艦
- 香取
- 鹿島
- 橿原（建造中止）